# Tyrannochthonius halopotamus
Tyrannochthonius halopotamus és una espècie d'aràcnid de l'ordre Pseudoscorpionida de la família Chthoniidae. Ha estat descrit per William B. Muchmore l'any 1996.
Es troba de forma endèmica a Alabama (Estats Units).